# Dateosaure
El dateosaure (Datheosaurus macrourus) és una espècie extinta de sinàpsid de la família dels casèids o dels eotirídids que visqué en allò que avui en dia és Europa durant el Carbonífer superior, fa entre 298,9 i 301,2 milions d'anys. Se n'han trobat restes fòssils a la Baixa Silèsia (Polònia). Es tracta de l'única espècie del gènere Datheosaurus. Les seves dents fan pensar que tenia una dieta carnívora, tot que les seves proporcions són semblants a les dels casèids herbívors. El nom específic macrourus significa ‘cuagròs'.